# 定理 (電影)
《定理》（義大利語：Teorema）是一部於1968年上映的義大利託寓和悬疑片。該片由皮埃尔·保罗·帕索里尼執導和編劇，並由泰倫斯·史丹普、劳拉·贝蒂、西尔瓦娜·曼加诺、马西莫·吉洛蒂和安妮·維亞珊絲姬主演，為帕索里尼的第六部電影，也是他第一次主要與專業演員合作。電影講述身處上流社會的米蘭家庭被介紹給神力，然後被它拋棄。兩個普遍的中心思想是沙漠和神性的永恆。
2005年10月4日，科赫-洛伯電影在美國以DVD形式發行《定理》。

## 劇情
一個叫「訪客」的神秘人物出現在典型資產階級義大利家庭生活中，在米蘭莊園的大門口揮舞著手臂的郵差預示了他的到來。這位神秘的陌生人不久就與家庭中的所有成員發生親密關係：虔誠的宗教女僕、敏感的兒子、被性壓抑的母親、膽小的女兒，最後是飽受折磨的父親。陌生人毫不留情地奉獻自己，並不要求回報。他阻止情緒激昂的女僕用煤氣管自殺，並溫柔地安慰她；他與受驚的兒子成為朋友並一起睡覺，緩解了他的疑慮和焦慮，使他充滿信心；他與過度保護的女兒在情感上變得親密，消除了她對男人的幼稚天真；他引誘了感到厭煩和壓不滿的母親，給了她性愛和滿足感；他照顧和安慰因患病而感到沮喪和痛苦的父親。
然後有一天，傳令人宣布陌生人即將離開這個家庭，就像他來時一樣突然而神秘。在隨後陌生人缺席的情況下，每個家庭成員都被迫面對以前資產階級生活所掩蓋的事情。女傭返回她出生的鄉村，並被視為奇蹟，最終，她將自己的身體埋在泥土中，同時因相信永生而流出欣喜若狂的淚水；母親尋求與年輕男性發生性關係；兒子離開家庭成為畫家；女兒陷入紧张性抑郁障碍狀態；而父親除去一切物質，將工廠移交給工人，在火車站脫下衣服，赤身裸體漫步到曠野（實際上是埃特納火山的火山沙漠斜坡），最後在原始的憤怒和絕望中尖叫。

## 角色
- 泰倫斯·史丹普（英语：Terence Stamp） 飾 訪客
- 劳拉·贝蒂 飾 艾蜜莉亞（女僕）
- 西尔瓦娜·曼加诺 飾 露西亞（母親）
- 马西莫·吉洛蒂（英语：Massimo Girotti） 飾 保羅（父親）
- 安妮·維亞珊絲姬（英语：Anne Wiazemsky） 飾 奧德塔（女兒）
- 安德烈斯·何塞·克魯茲·蘇貝萊特 飾 彼得（兒子）
- 尼涅多·達沃力（英语：Ninetto Davoli） 飾 安赫利諾（郵差）

## 獎項
- 威尼斯电影节入圍金獅獎
- 劳拉·贝蒂贏得沃爾庇杯最佳女演員獎[3]。

## 文獻
- Restivo, Angelo. The Cinema of Economic Miracles:Visuality and Modernization in the Italian Arts Film. Durham and London: Duke UP（英语：Duke University Press）, 2002.
- Siciliano, Enzo. Pier Paolo Pasolini. New York: Random House, Inc., 1982. ISBN 9780394522999.
- Testa, Bart. "To Film a Gospel … and Advent of the Theoretical Stranger." 180–209 in Pier Paolo Pasolini: Contemporary Perspectives.  Ed. Patrick Rumble and Bart Testa.  Toronto: U of Toronto P（英语：University of Toronto Press）, 1994.
- Viano, Maurizio S. A Certain Realism: Making Use of Pasolini's Film Theory and Practice. Berkeley and Los Angeles: University of California Press, 1993. ISBN 9780520078543.

## 外部鏈接
- AllMovie上《定理》的资料（英文）
- 互联网电影数据库（IMDb）上《定理》的资料（英文）
- 爛番茄上《定理》的資料（英文）